# 49 Возничего
49 Возничего (лат. 49 Aurigae, HD 46553) — одиночная звезда в созвездии Возничего на расстоянии приблизительно 430 световых лет (около 132 парсеков) от Солнца. Видимая звёздная величина звезды — +5,26m.

## Характеристики
49 Возничего — белая звезда спектрального класса A0Vnn. Масса — около 2,7 солнечных, радиус — около 2,3 солнечных, светимость — около 3,28 солнечных. Эффективная температура — около 8794 К.